# Epidesma hoffmannsi
Epidesma hoffmannsi är en fjärilsart som beskrevs av Rothschild 1912. Epidesma hoffmannsi ingår i släktet Epidesma och familjen björnspinnare. Inga underarter finns listade i Catalogue of Life.